# لغم اس 35
لغم إس (بالألمانية: Schrapnellmine، وتُعرف أحيانًا لدى قوات الحلفاء بـBouncing Betty) هو لغم مضاد للأفراد استخدمته ألمانيا النازية خلال الحرب العالمية الثانية. عند التشغيل، يُقذف اللغم في الهواء وينفجر على ارتفاع يتراوح بين 0.9 و1.5 متر (3 إلى 5 أقدام). كان مصممًا لإطلاق شظايا على شكل كرة نارية في جميع الاتجاهات، مما يسبب إصابات قاتلة في دائرة نصف قطرها نحو 20 مترًا (66 قدمًا). أُنتج نوعان رئيسيان من هذا اللغم: S-mine 35 وS-mine 44.

## التصميم
يُعتبر لغم إس من نوع لغم قافز، ويُفعل إما عن طريق سلك شَدّ أو الضغط على الصاعق. عند التفعيل، يطلق اللغم شحنة صغيرة تُقذف بالجسم المعدني الرئيسي في الهواء، ثم تنفجر شحنة رئيسية عند ارتفاع الخصر تقريبًا. كان الجسم المعدني يحتوي عادة على نحو 360 كرة فولاذية أو شظايا معدنية، تتناثر بسرعة عالية مُسببة إصابات خطيرة أو قاتلة.

## التطوير
بدأ تطوير لغم إس في أوائل ثلاثينيات القرن العشرين بواسطة شركة راينميتال، وتم اعتماده من قبل الجيش الألماني عام 1935. كان الغرض من تصميمه هو إنتاج لغم فعال مضاد للأفراد يعمل على إلحاق أكبر قدر من الضرر في منطقة محيطة. كانت الشحنة القافزة تُطلق اللغم في الهواء، مما يزيد من نطاق تأثيره، مقارنةً بالألغام الأرضية التقليدية.

## الاستخدام
استخدم الجيش الألماني لغم إس على نطاق واسع في الجبهة الغربية والجبهة الشرقية، وكان يُزرع في المناطق المعرضة لتقدم العدو أو حول المواقع الدفاعية الألمانية. أُبلغ الجنود المتحالفون عن تأثير هذا اللغم القاتل، وأطلقوا عليه اسم "Bouncing Betty" بسبب طريقته في القفز قبل الانفجار.

## الأنواع
- S-mine 35 – النسخة الأصلية التي دخلت الخدمة عام 1935. كانت تحتوي على شظايا معدنية صغيرة وأسطوانة معدنية خارجية.

- S-mine 44 – نسخة محسّنة دخلت الإنتاج في 1944، واستخدمت موادًا أكثر كفاءة وتصميمًا أبسط.

## ما بعد الحرب
أثّر تصميم لغم إس على تطوير الألغام المضادة للأفراد في دول أخرى بعد الحرب. اعتمدت دول عدة مفهوم "اللغم القافز"، بما في ذلك الولايات المتحدة التي طورت لغم M16 المستوحى من تصميم S-mine.

## في الثقافة الشعبية
ظهر لغم S-mine في العديد من ألعاب الفيديو والأفلام الحربية، ويُستخدم كرمز للألغام المضادة للأفراد القاتلة. يُعد أحد أكثر الألغام شهرة من الحرب العالمية الثانية.